# Shimon
Shimon \sh(i)-mon\ är en variant av pojknamnen Simeon och Simon. 

## I Bibeln
- Simon, son till Jakob och israelisk stamfader
- Simon från Kyrene - han som bar Jesu kors på vägen till Golgata
- Simon Petrus - Simon Barjona, den andre aposteln som Jesus kallade, påve och martyr

## I modern tid
- Shimon Gershon (född 1977), israelisk fotbollsspelare
- Shimon Peres (1923–2016), politiker och statsman, Israels president, Nobelpristagare